# Stormtrooper Families
Stormtrooper Families: Homosexuality and Community in the Early Nazi Movement (2015) és un llibre de l'historiador estatunidenc Andrew Wackerfuss. Se centra en el nazisme i l'homosexualitat i va rebre crítiques generalment favorables. El llibre va ser publicat per Harrington Park Press.